# Sandra Pisani
Alexandra Jane Pisani, detta Sandra (23 gennaio 1959 – Adelaide, 19 aprile 2022), è stata una hockeista su prato australiana.

## Biografia
Di famiglia italiana, giocò 85 partite internazionali per l'Australia e fu capitana dal 1985 al 1987. Dopo essere stata convocata per i Giochi olimpici Los Angeles 1984, fece parte anche della nazionale che vinse la prima medaglia d'oro olimpica dell'Australia alla successiva edizione di Seul 1988.
Dopo il ritiro è rimasta nello staff della nazionale ricoprendo il ruolo di senior selector dal 1993 al 2000 e head selector sotto la guida dell'allenatore Ric Charlesworth durante l'apice del loro successo quando la squadra vinse due medaglie d'oro olimpiche consecutive a Atlanta 1996 e Sydney 2000
Nel 1989 Pisani venne insignita della medaglia dell'Ordine dell'Australia (OAM) per i servigi resi all'hockey su prato australiano e nel 2015 è stata inserita nella South Australian Sport Hall of Fame.